# إيدن بريري
إيدن بريري (بالإنجليزية: Eden Prairie, Minnesota)‏ هي مدينة تقع في ولاية مينيسوتا في الولايات المتحدة. تبلغ مساحة هذه المدينة 91.14 (كم²)، وترتفع عن سطح البحر 270 م، بلغ عدد سكانها 60797 نسمة في عام 2010 حسب إحصاء مكتب تعداد الولايات المتحدة.

## التركيبة السكانية
قام مكتب تعداد الولايات المتحدة بتحديد بيانات التركيبة السكانية لإيدن بريريفي تعداد الولايات المتحدة. في ما يلي، التركيبة السكانية حسب تعدادي 2000 و2010.

### تعداد عام 2000
بلغ عدد سكان إيدن بريري 54,901 نسمة بحسب تعداد عام 2000، وبلغ عدد الأسر 20,457 أسرة وعدد العائلات 14,579 عائلة مقيمة في المدينة. في حين سجلت الكثافة السكانية 1,695.1 نسمة لكل ميل مربع (654.5/كم2). وبلغ عدد الوحدات السكنية 21,026 وحدة بمتوسط كثافة قدره 649.2 نسمة لكل ميل مربع (250.7/كم2).
وتوزع التركيب العرقي للمدينة بنسبة 90.7% من البيض و 0.2% من الأمريكيين الأصليين و 4.8% من الأمريكيين ذوي الأصول الآسيوية و 0.0% من سكان جزر المحيط الهادئ و 2.3% من الأمريكيين الأفارقة و 1.5% من عرقين مختلطين أو أكثر.
بلغ عدد الأسر 20,457 أسرة كانت نسبة 42.6% منها لديها أطفال تحت سن الثامنة عشر تعيش معهم، وبلغت نسبة الأزواج القاطنين مع بعضهم البعض 61.3% من أصل المجموع الكلي للأسر، ونسبة 7.7% من الأسر كان لديها معيلات من الإناث دون وجود شريك، وكانت نسبة 28.7% من غير العائلات. تألفت نسبة 22.0% من أصل جميع الأسر من أفراد ونسبة 3.4% كانوا يعيش معهم شخص وحيد يبلغ من العمر 65 عاماً فما فوق. وبلغ متوسط حجم الأسرة المعيشية 3.20، أما متوسط حجم العائلات فبلغ 2.68.
بلغ العمر الوسطي للسكان 34 عاماً. وكانت نسبة 30.5% من القاطنين تحت سن الثامنة عشر، وكانت نسبة 6.2% بين الثامنة عشر والأربعة وعشرون عاماً، ونسبة 35.6% كانت واقعةً في الفئة العمرية ما بين الخامسة والعشرون حتى والأربعة وأربعون عاماً، ونسبة 22.9% كانت ما بين الخامسة والأربعون حتى الرابعة والستون، ونسبة 4.9% كانت ضمن فئة الخامسة والستون عاماً فما فوق.
بلغ متوسط دخل الأسرة في المدينة 54,328 دولار، أما متوسط دخل العائلة فبلغ 105,177 دولار. وكان متوسط دخل الذكور 59,303 دولار مقابل 37,196 دولار للإناث. وسجل دخل الفرد الخاص بالمدينة 38,854 دولار. وكانت نسبة 2.8% من العائلات ونسبة 3.5% من السكان تحت خط الفقر، وكان من هؤلاء نسبة 7.9% تحت سن الثامنة عشر ونسبة 6.3% في الخامسة والستين من العمر وما فوق.

### تعداد عام 2010
بلغ عدد سكان إيدن بريري 60,797 نسمة بحسب تعداد عام 2010، وبلغ عدد الأسر 23,930 أسرة وعدد العائلات 16,517 عائلة مقيمة في المدينة. في حين سجلت الكثافة السكانية 1,873.6 نسمة لكل ميل مربع (723.4/كم2). وبلغ عدد الوحدات السكنية 25,075 وحدة بمتوسط كثافة قدره 772.7 لكل ميل مربع (298.3/كم2).
وتوزع التركيب العرقي للمدينة بنسبة 81.7% من البيض و 0.2% من الأمريكيين الأصليين و 9.2% من الأمريكيين ذوي الأصول الآسيوية و 5.6% من الأمريكيين الأفارقة و 2.3% من عرقين مختلطين أو أكثر.
بلغ عدد الأسر 23,930 أسرة كانت نسبة 36.3% منها لديها أطفال تحت سن الثامنة عشر تعيش معهم، وبلغت نسبة الأزواج القاطنين مع بعضهم البعض 58.2% من أصل المجموع الكلي للأسر، ونسبة 8.0% من الأسر كان لديها معيلات من الإناث دون وجود شريك، بينما كانت نسبة 2.8% من الأسر لديها معيلون من الذكور دون وجود شريكة وكانت نسبة 31.0% من غير العائلات. تألفت نسبة 25.1% من أصل جميع الأسر من أفراد ونسبة 6.1% كانوا يعيش معهم شخص وحيد يبلغ من العمر 65 عاماً فما فوق. وبلغ متوسط حجم الأسرة المعيشية 3.08، أما متوسط حجم العائلات فبلغ 2.53.
بلغ العمر الوسطي للسكان 37.6 عاماً. وكانت نسبة 26.4% من القاطنين تحت سن الثامنة عشر، وكانت نسبة 6.5% بين الثامنة عشر والأربعة وعشرون عاماً، ونسبة 27.6% كانت واقعةً في الفئة العمرية ما بين الخامسة والعشرون حتى والأربعة وأربعون عاماً، ونسبة 30.8% كانت ما بين الخامسة والأربعون حتى الرابعة والستون، ونسبة 8.6% كانت ضمن فئة الخامسة والستون عاماً فما فوق. وتوزع التركيب الجنسي للسكان بنسبة 48.5% ذكور و51.5% إناث.

## أشخاص بارزون
- أندرو ألبرتس ، لاعب هوكي الجليد لفريق فانكوفر كانوكس
- ديفيد بازوكي ، الرئيس التنفيذي والمؤسس المشارك لشركة روبلوكس
- جاسبر برينكلي ، لاعب كرة القدم في مينيسوتا الفايكنج
- تود داونينج ، المنسق الهجومي لأوكلاند رايدرز ؛ ولد في عدن براري
- تشاك فورمان ، لاعب كرة القدم السابق في مينيسوتا الفايكنج ونيو إنجلاند باتريوتس
- جاي فورمان ، لاعب الدوري الوطني لكرة القدم ؛ ولد في عدن براري
- نيك ليدي ، لاعب كرة قدم أمريكية
- مالك سيلي ، لاعب كرة سلة
- شيلا إي ، مغنية وكاتبة أغاني وممثلة وعازفة إيقاع
- رايان ويتمان ، لاعب كرة سلة

## وصلات خارجية
- www.edenprairie.org
- The US50 - Cities and Towns in Minnesota State